# Ondřej z Brodu

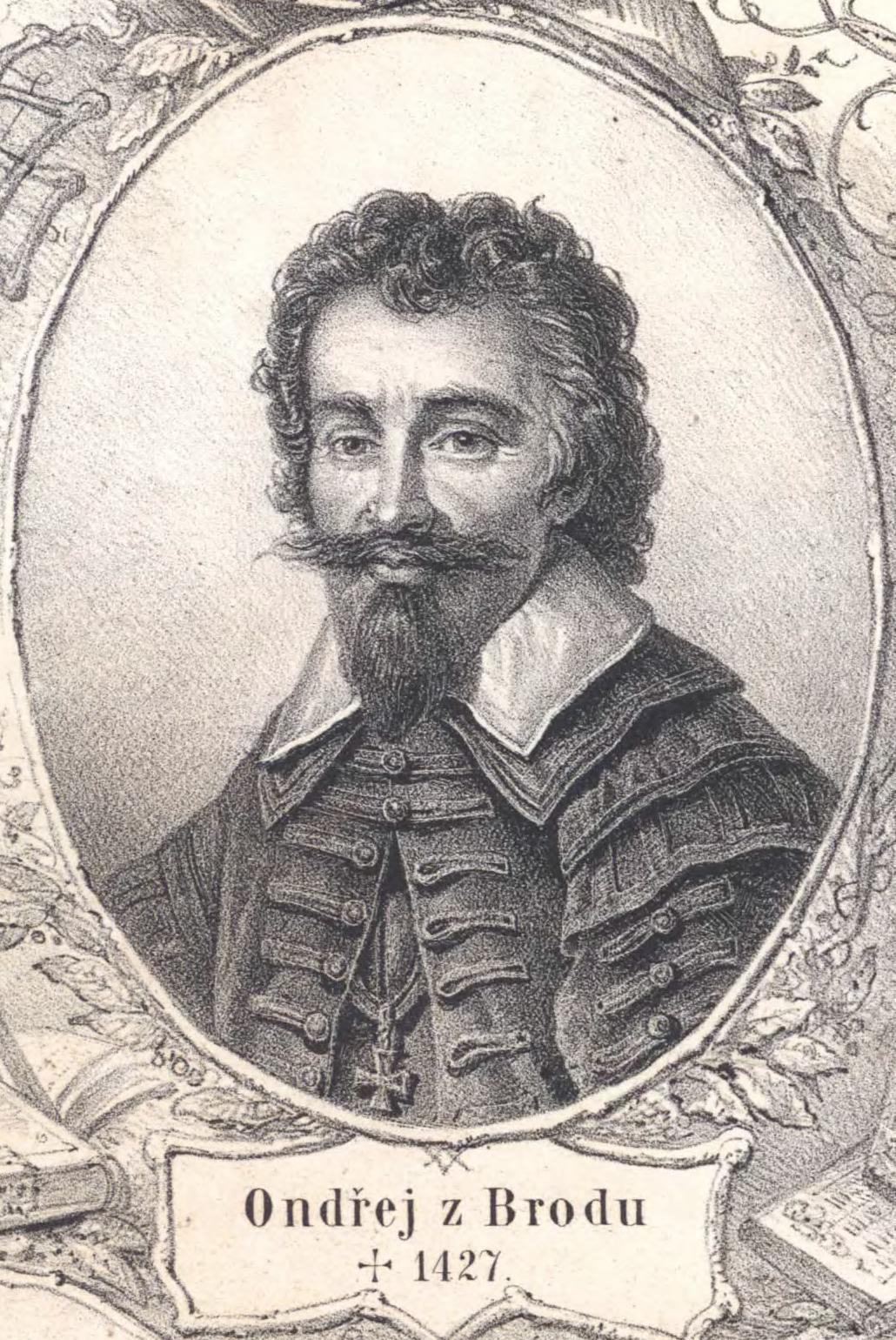
Ondřej z Brodu

Ondřej z Brodu (deutsch Andreas von Brod; lateinisch Andreas de Broda; † 1427) war ein tschechischer Theologe und Professor an der Karls-Universität Prag. 1407 bekleidete er das Amt des Rektors.

## Leben
Andreas von Brod studierte Theologie an der Prager Karlsuniversität, wo er 1384 Baccalaureat wurde und drei Jahre später den Magistergrad erwarb. 1388 promovierte er zum Doktor der Theologie. 1395 erfolgte die Priesterweihe 1407 wurde er zum Rektor der Karls-Universität gewählt. 1412 bis 1418 war er Domherr des Vyšehrader Kollegiatstifts St. Peter und Paul und Mitglied des Kapitels Allerheiligen auf der Prager Burg.
Obwohl er 1409 zu den Befürwortern des Kuttenberger Dekrets gehörte, mit dem das Stimmenverhältnis in den Gremien zugunsten der tschechischen Nation verändert wurde, sagte er auf dem Konzil von Konstanz öffentlich gegen Jan Hus aus. Zudem lehnte er dessen Lehre und die von ihm angestrebten Reformen ab. Deshalb musste er 1419, wie schon 1409 die deutschen Professoren der Karlsuniversität, Böhmen verlassen. Wie diese begab er sich nach Leipzig, wo er an der Universität lehrte.
Andreas von Brod hinterließ zahlreiche Traktate und Schmähschriften, in denen er sich gegen die Lehre der Hussiten wandte.

## Traktate (Auswahl)
- Tractatus de origine Hussitarum
- Lectura de communione laicorum sub utraque specie
- De origine haeresis Hussitarum